# 국가보호경찰

1933년, 프러시아 지역 보호경찰의 기.

국가보호경찰(독일어: Schutzpolizei des Reiches)은 나치 독일의 주(State) 경찰 중 하나로 질서경찰의 한 분과에 속했다. 보호경찰(Schutzpolizei)는 독일어로 제복을 입은 경찰을 의미한다.
국가보호경찰(Schutzpolizei des Reiches)은 대부분의 도시와 마을에 있었던 제복경찰 중 하나이다. 주 경찰국은 보호 경찰, 범죄 수사대(Kriminalpolizei), 행정경찰 등으로 이루어져 있다. 주 보호경찰은 순찰대, 풍기경찰, 교통경찰, 수상경찰, 기마경찰, 경찰통신대, 항공경찰 등으로 나뉘어 있었다. 경찰관이 되기 위해서는 이전에 군 복무 경력이 있어야 하며, 신체적, 육체적으로 건강해야 하고 아리아 인종이여야 하며 나치당의 당원이어야 했다. 또한, 경찰관들은 SS의 대원에 속해있었다.

## 주 경찰국
주 경찰국(Staatliche Polizeiverwaltungen)은 지역마다 존재했던 경찰국으로 보호경찰, 형사경찰, 행정경찰로 이루어져 있었다.
| 도시 규모 | 주 경찰국        | 경찰청장                                                           |
| --------- | ---------------- | ------------------------------------------------------------------ |
| 작은 마을 | Polizeiamt       | Landrat                                                            |
| 마을      | Polizeiamt       | 국장급 인원이 없었으며, 가까운 주 경찰청장이 이를 대신해서 맡았다. |
| 도시      | Polizeidirektion | Polizeidirektor                                                    |
| 대도시    | Polizeipräsidium | Polizeipräsident                                                   |

Source: